# Totebo
Totebo è un'area urbana della Svezia situata nel comune di Västervik, contea di Kalmar.
La popolazione risultante dal censimento 2010 era di 239 abitanti.